# Лунёво (Новгородская область)
Лунёво — деревня в Марёвском муниципальном районе Новгородской области, входит в состав Велильского сельского поселения. На 1 января 2012 года постоянное население деревни — 1 житель, число хозяйств — 1 (в 2009 году — 4 жителя, 3 хозяйства). Площадь земель относящихся к деревне — 5,1 га.
Деревня расположена на реке Пола. В окру́ге есть ещё три деревни: Дурнево, Гаёво и Овсяниково.
В деревне есть одна улица — Дачная.

## История
В списке населённых мест Демянского уезда Новгородской губернии за 1909 год деревня Лунево указана как относящаяся к Велильской волости уезда (1 стана 3 земельного участка). Население деревни Лунево, что была тогда на земле Луневского сельского общества — 52 жителя: мужчин — 26, женщин — 26, число жилых строений — 7.